# Subdivisões de Andorra

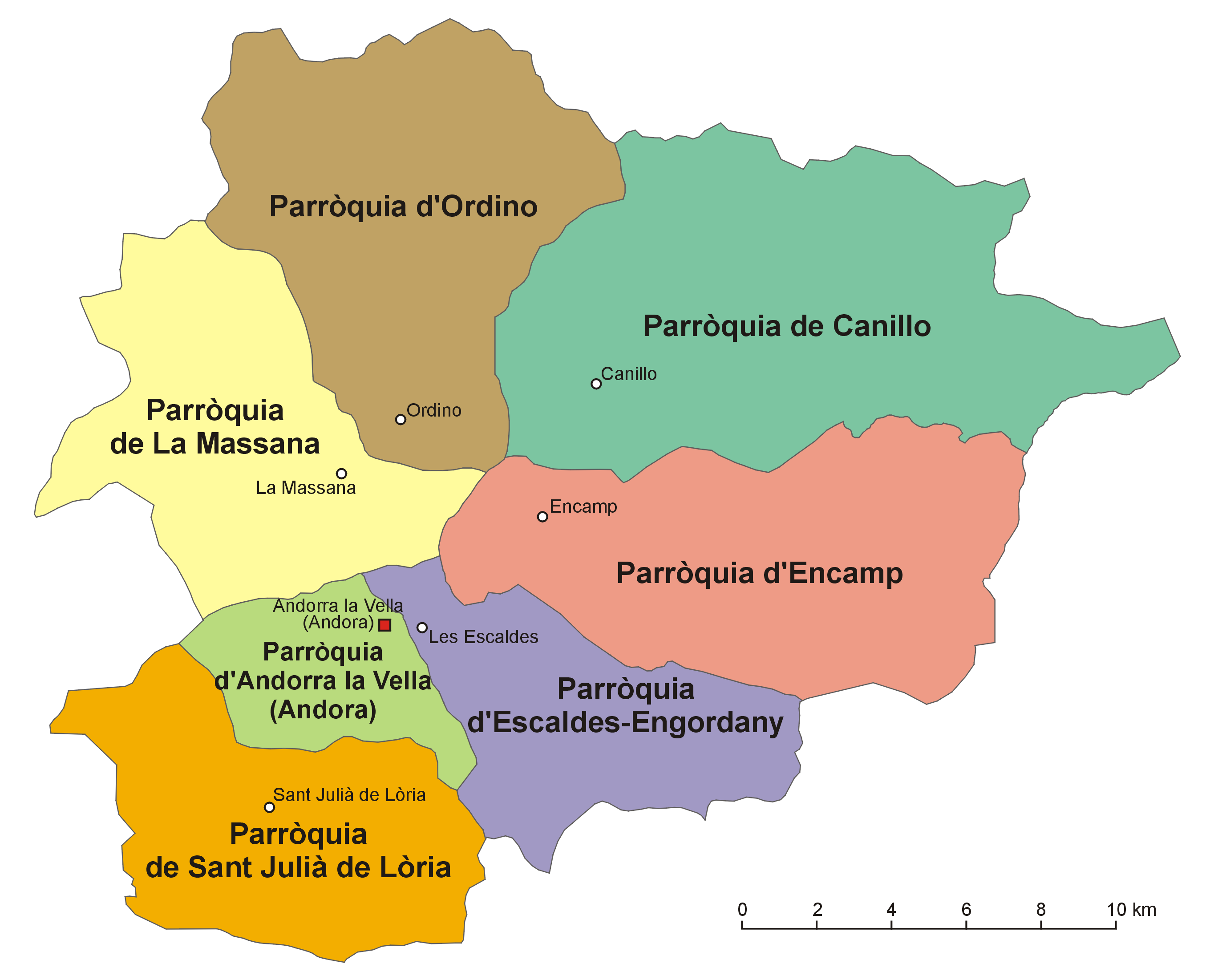
Paróquias de Andorra.

O território do Principado de Andorra está estruturado em 7 divisões administrativas locais, que são conhecidas como paróquias (em catalão: parròquies, singular: parròquia). Cada paróquia andorrana tem o mesmo nome de sua capital ou sede. Estas paróquias também são conhecidas como freguesias. São elas:
| Paróquias            | Área (km²) | População (31/12/2005) | Capital             |
| -------------------- | ---------- | ---------------------- | ------------------- |
| Canillo              | 121        | 4.633                  | Canillo             |
| Encamp               | 74         | 13.225                 | Encamp              |
| Ordino               | 89         | 3.309                  | Ordino              |
| La Massana           | 61         | 8.510                  | La Massana          |
| Andorra-a-Velha      | 12         | 23.587                 | Andorra-a-Velha *   |
| Sant Julià de Lòria  | 60         | 9.207                  | Sant Julià de Lòria |
| Escaldes-Engordany   | 47         | 16.078                 | Escaldes-Engordany  |
| Totais               | 464        | 78.549                 |                     |
| * Capital de Andorra |            |                        |                     |

As paróquias de Canillo, Ordino, La Massana e Sant Julià de Lòria têm ainda uma subdivisão territorial. Ordino, La Massana e Sant Julià de Lòria são subdivididas em quarts (quartos), enquanto que Canillo é subdividido em 6 veïnats (bairros).
As paróquias são administradas pelos comuns, que representam os interesses locais, aprovam e executam o pressuposto comunal, e que fixam e elaboram as políticas de gestão e administração dos bens e das propriedades comunais. Dispõem de recursos próprios e recebem capital do Estado, com objectivo de garantir a autonomia financeira.

## História

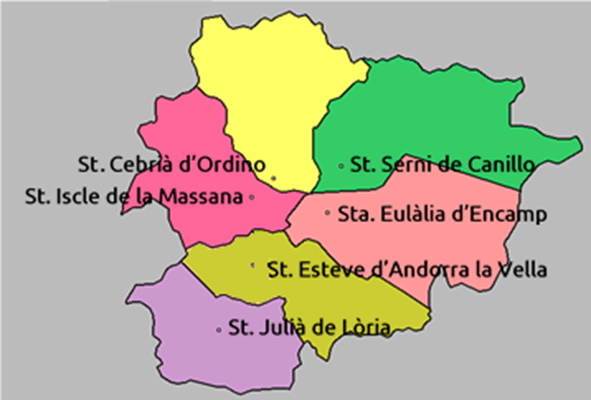
As 6 antigas paróquias nomeadas por seu santo padroeiro.

- 1419: Foram formadas as primeiras 6 paróquias.[6]
- 1672: As paróquias de Canillo e Encamp começaram a disputar a Terra da Concórdia.[7][8]
- 1978: A paróquia de Escaldes-Engordany foi criada a partir da paróquia de Andorra-a-Velha.[6][9]
- 2000: A Terra da Concórdia foi concedida à paróquia de Encamp.[8]